# Bubble Boy
Bubble Boy (El chico de la burbuja en España, Jimmy burbuja en México) es una película de carretera de comedia fantástica estrenada en 2001, dirigida por Blair Hayes y protagonizada por Jake Gyllenhaal.

## Reparto
- Jimmy Livingston - Jake Gyllenhaal
- Mrs. Livingston - Swoosie Kurtz
- Chloe - Marley Shelton
- Slim - Danny Trejo
- Mr. Livingston - John Carroll Lynch
- Dr. Phreak - Verne Troyer
- Mark - Dave Sheridan
- Pushpop - Brian George
- Pappy/Pippy - Patrick Cranshaw
- Chicken Man - Stephen Spinella
- Lisa - Ever Carradine
- Flipper Boy - Geoffrey Arend
- Lil' Zip - Lester Green
- Human Sasquatch - Matthew McGrory
- Rubber Woman - Bonnie Morgan
- Working Girl - Stacy Keibler
- Gil - Fabio Lanzoni
- Bus Stop Man - Zach Galifianakis
- Lorraine - Arden Myrin
- Todd - Leo Fitzpatrick

## Argumento
La historia se centra en la vida Jimmy Livingston (Jake Gyllenhaal), que ha vivido por toda su vida en una gran burbuja debido a que no posee defensas y tiene una madre sobreprotectora. Jimmy tenía la mentalidad de que nunca perdería a alguien o a algo, sin embargo, tiempo después  la joven que él amaba desde la secundaria, Chloe (Marley Shelton) se iba a las Cataratas del Niágara, teniendo como objetivo casarse con Mark (Dave Sheridan), Jimmy trata de hacer lo posible para encontrarla, impedir su matrimonio y confesarle que la ama, ingeniándose una burbuja móvil que lo lleve a ella.

## Recepción
La compañía Walt Disney, fue criticada en su lanzamiento, en parte porque hace la luz de la inmunodeficiencia combinada severa y por otra parte debido a la manera que representan a las religiones en la película.

## Curiosidades
La escena de la boda es una parodia de El Graduado.